# Fairplay VIII
Die Fairplay VIII ist ein Schlepper, der bis 2009 von der Fairplay Schleppdampfschiffs-Reederei Richard Borchard GmbH betrieben und anschließend als Traditionsschiff an die Stiftung Hamburg Maritim übereignet wurde. Das Schiff liegt im Sandtorhafen in der HafenCity Hamburg unweit der Speicherstadt.

## Geschichte
Die Fairplay VIII entstand 1962 mit der Baunummer 89 auf der Werft Theodor Buschmann am Reiherstieg in und wurde von der Fairplay Schleppdampfschiffs-Reederei Richard Borchard GmbH hauptsächlich im Hamburger Hafen als Assistenzschlepper eingesetzt. Zeitweise wurde sie auch als Bergungsfahrzeug oder für Seeverschleppungen eingesetzt.
Da die Fairplay VIII den Anforderungen der modernen Schifffahrt nicht mehr entsprach, wurde sie im Jahr 2002 nach Wismar verlegt, wo sie bis Mai 2009 eingesetzt wurde. Um den nahezu im Originalzustand befindlichen Schlepper zu erhalten, entschied sich die Reederei, ihn an die Stiftung Hamburg Maritim zu übereignen. Am 2. Juli 2009 wurde das Schiff übergeben und auf seiner Bauwerft grundüberholt. Danach verlegte die Fairplay VIII als Traditionsschiff ihren Standort in den Sandtorhafen in der Hamburger HafenCity und wird in betriebsfähigem Zustand erhalten.

## Maschine und Antrieb
Die Fairplay VIII wird von einem Siebenzylinder-Viertakt-Dieselmotor des Typs MAN G7 V235/33 angetrieben. Dessen Nenndrehzahl von 600/min wird über ein Reduktions- und Wendegetriebe für Vorwärts- und Rückwärtsfahrt auf die Propellerdrehzahl von ca. 220/min reduziert. Um einen möglichst hohen Pfahlzug zu erreichen, läuft der 3-Blatt-Festpropeller in einer Kortdüse. Für die Stromversorgung an Bord sind zwei Dieselgeneratoren vorhanden.